# Бенгальский тигр (фильм)
«Бенгальский тигр» (нем. Der Tiger von Eschnapur) — приключенческий фильм немецкого режиссёра Фрица Ланга, снятый в 1958 году по мотивам романа Теа фон Гарбоу. Продолжение этого фильма — «Индийская гробница».

## Сюжет
Действие происходит в Индии. Молодой архитектор Гаральд Бергер (Пауль Губшмид) направляется в Эшнапур, чтобы осуществить там по заказу местного магараджи ряд проектов. На постоялом дворе он встречает танцовщицу Ситу (Дебра Паджет), едущую туда же, чтобы исполнить в храме танец во славу богов. Услышав, что поблизости бродит тигр-людоед, они решают ехать вместе. И не зря: во время привала тигр нападает на молодую женщину, однако Гаральд спасает её, отпугнув зверя горящей веткой. Прибыв в Эшнапур, архитектор встречается с правителем Чандрой (Вальтер Райер), некоторое время учившимся в Европе, и приступает к исполнению своих обязанностей. Однако не все так просто: за внешней умиротворенностью жизни скрывается тайное недовольство некоторых придворных (и, в частности, брата магараджи) надвигающейся европеизацией.

## В ролях
- Дебра Паджет — Сита
- Пауль Губшмид — Гаральд Бергер
- Вальтер Райер — Чандра
- Клаус Хольм — доктор Вальтер Род
- Валерий Инкижинов — Яма
- Лучана Палуцци — Бахарани
- Рене Дельтген — принц Рамигани
- Йохан Брокманн — Падху
- Йохан Блуме — Асагара
- Сабина Бетманн — Ирен Род

## Интересные факты
- Фильм снимался в Раджастхане и Берлине.
- Слоган фильма «Der deutsche Millionen-Film!» («Немецкий фильм-миллионер!»)
- Фильмы «Бенгальский тигр» и его продолжение — фильм «Индийская гробница» для США были смонтированы в один 90-минутный фильм под названием «Путешествие в затерянный город».